# South Point (Ohio)
South Point ist ein Village im Lawrence County, Ohio, Vereinigte Staaten. Das Dorf liegt am Ufer des Ohio River, an jenem Punkt, an dem die drei Bundesstaaten Ohio, West Virginia und Kentucky eine gemeinsame Grenze bilden. In South Point lebten im Jahr 2000 insgesamt 3742 Einwohner. Bürgermeister ist Ron West.

## Geographie
South Points geographische Koordinaten lauten 38° 25′ N, 82° 35′ W (38,419289, −82,580579). Das Dorf liegt unweit des Punktes, wo Ohio, West Virginia, und Kentucky aneinander stoßen. Etwa zwei Kilometer entfernt von der südöstlichen Ecke des Ortes liegt am Ohio River der südlichste Punkt des Bundesstaates Ohio.
Nach den Angaben des United States Census Bureaus hat South Point eine Gesamtfläche von 8,37 km2, wovon 7,61 km2 auf Land und 0,75 km2 auf Gewässer entfallen.

## Geschichte
Als Gründer des Ortes wird der William „Ranger“ Davidson angenommen. Er ließ sich mit seiner Familie hier 1798 nieder. Im zu Ehre wurde 1941 ein Denkmal errichtet. Sein Sohn der Pfarrer William Warrington Davidson (1798–1883) gründete 1833 die First Baptist Church von South Point.
Am 11. September 1887 wurde vom Verwaltungsbeamten (englisch Commissioner) des Lawrence County, die von 58 Männer unterschriebene Petition zur Gründung eines Dorfes (englisch Village), positiv beantwortet. Dadurch wurde die Entwicklung der bestehende Siedlung zu einem selbstverwalteten Dorf ermöglicht. Am 4. Februar 1888 fand die erste Wahl des Bürgermeisters statt. Diese gewann Jerry J. Davidson, welcher das Amt mit einem Wahlperiode Unterbruch (1894/95), bis 1901 innehatte. Die anfänglich zweijährige Amtszeit des Bürgermeisters wurde 1980 auf vier Jahre verlängert.

## Demographie

### 2000
Zum Zeitpunkt des United States Census 2000 bewohnten South Point 3742 Personen. Die Bevölkerungsdichte betrug 597,0 Personen pro km². Es gab 1654 Wohneinheiten, durchschnittlich 249,5 pro km². Die Bevölkerung South Points bestand zu 95,91 % aus Weißen, 2,27 % Schwarzen oder African American, 0,08 % Native American, 0,16 % Asian, 0,03 % Pacific Islander, 1,55 % nannten zwei oder mehr Rassen. 0,32 % der Bevölkerung erklärten, Hispanos oder Latinos jeglicher Rasse zu sein.
Die Bewohner South Points verteilten sich auf 1485 Haushalte, von denen in 31,0 % Kinder unter 18 Jahren lebten. 61,8 % der Haushalte stellten Verheiratete, 10,2 % hatten einen weiblichen Haushaltsvorstand ohne Ehemann und 23,8 % bildeten keine Familien. 21,1 % der Haushalte bestanden aus Einzelpersonen und in 8,4 % aller Haushalte lebte jemand im Alter von 65 Jahren oder mehr alleine. Die durchschnittliche Haushaltsgröße betrug 2,52 und die durchschnittliche Familiengröße 2,89 Personen.
Die Bevölkerung verteilte sich auf 23,1 % Minderjährige, 8,3 % 18–24-Jährige, 27,8 % 25–44-Jährige, 25,5 % 45–64-Jährige und 15,3 % im Alter von 65 Jahren oder mehr. Der Median des Alters betrug 39 Jahre. Auf jeweils 100 Frauen entfielen 89,9 Männer. Bei den über 18-Jährigen entfielen auf 100 Frauen 89,4 Männer.
Das mittlere Haushaltseinkommen in South Point betrug 33.110 US-Dollar und das mittlere Familieneinkommen erreichte die Höhe von 34.560 US-Dollar. Das Durchschnittseinkommen der Männer betrug 32.439 US-Dollar, gegenüber 21.496 US-Dollar bei den Frauen. Das Pro-Kopf-Einkommen belief sich auf 15.296 US-Dollar. 11,3 % der Bevölkerung und 9,0 % der Familien hatten ein Einkommen unterhalb der Armutsgrenze, davon waren 17,2 % der Minderjährigen und 3,7 % der Altersgruppe 65 Jahre und mehr betroffen.

### 2010
Beim United States Census 2010 hatte South Point 3598 Einwohner. Die Bevölkerungsdichte betrug 519,8 Einwohner pro Quadratkilometer. Insgesamt gab es 1699 Wohneinheiten, das sind 223,1 pro Quadratkilometer. Von der Einwohnerschaft waren 94,2 % Weiße, 3,2 % African American, 0,1 % Natives, 0,5 % Asians und 0,2 % Pacific Islanders. 1,8 % erklärten, zwei oder mehr Races anzugehören. Als Hispanos oder Latinos identifizierten sich 0,4 % der Bevölkerung.
Von den 1602 Haushalten lebten in 33,0 % der Haushalte lebten Minderjährige und in 53,1 % der Haushalte verheiratete Paare. Von Frauen ohne Ehemann geführt wurden 12,1 % der Haushalte, und Männer ohne Ehefrauen führten 5,5 % der Haushalte. 29,3 % der Haushalte bestanden nicht aus Familien, und in 25,4 % der Haushalte bestandes aus Einzelpersonen, 10,5 % der Haushalte bestanden aus Einzelpersonen, die zum Zeitpunkt der Erhebung über 65 Jahre alt waren. Die durchschnittliche Haushaltsgröße betrug 2,47 Personen, Familien hatten durchschnittlich 2,92 Mitglieder.
Der Median des Alters war 40,3 Jahre. 23,3 % der Einwohner waren minderjährig, 7,4 % entfielen auf die Altersgruppe 18–24 Jahre; 25,2 % waren 25–44 Jahre alt, 26,8 % waren 45–64 Jahre alt und 17,3 % waren 65 Jahre alt oder älter. 46,8 % der Einwohner waren männlich und 53,2 % weiblich.